# Llista d'ocells de Croàcia
Aquesta llista d'ocells de Croàcia inclou totes les espècies d'ocells trobats a Croàcia: 371, de les quals 10 es troben globalment amenaçades d'extinció i dues hi foren introduïdes.
Els ocells s'ordenen per ordre i família.

## Gaviiformes

### Gaviidae
- Gavia stellata
- Gavia arctica
- Gavia immer
- Gavia adamsii

## Podicipediformes

### Podicipedidae
- Tachybaptus ruficollis
- Podiceps grisegena
- Podiceps cristatus
- Podiceps auritus
- Podiceps nigricollis

## Procellariiformes

### Procellariidae
- Fulmarus glacialis
- Puffinus puffinus
- Puffinus yelkouan

### Hydrobatidae
- Hydrobates pelagicus

## Pelecaniformes

### Pelecanidae
- Pelecanus onocrotalus
- Pelecanus crispus

### Sulidae
- Morus bassanus

### Phalacrocoracidae
- Phalacrocorax carbo
- Phalacrocorax aristotelis
- Phalacrocorax pygmaeus

## Ciconiiformes

### Ardeidae
- Ardea cinerea
- Ardea purpurea
- Ardea alba
- Egretta garzetta
- Ardeola ralloides
- Bubulcus ibis
- Nycticorax nycticorax
- Botaurus stellaris

### Ciconiidae
- Ciconia nigra
- Ciconia ciconia

### Threskiornithidae
- Plegadis falcinellus
- Platalea leucorodia

## Phoenicopteriformes

### Phoenicopteridae
- Phoenicopterus roseus

## Anseriformes

### Anatidae
- Cygnus olor
- Cygnus cygnus
- Cygnus columbianus
- Anser fabalis
- Anser brachyrhynchus
- Anser albifrons
- Anser erythropus
- Anser anser
- Branta bernicla
- Branta leucopsis
- Branta ruficollis
- Tadorna ferruginea
- Tadorna tadorna
- Aix sponsa
- Anas penelope
- Anas strepera
- Anas crecca
- Anas platyrhynchos
- Anas acuta
- Anas querquedula
- Anas clypeata
- Netta rufina
- Aythya ferina
- Aythya nyroca
- Aythya fuligula
- Aythya marila
- Somateria mollissima
- Histrionicus histrionicus
- Clangula hyemalis
- Melanitta nigra
- Melanitta fusca
- Bucephala clangula
- Mergellus albellus
- Mergus serrator
- Mergus merganser
- Oxyura leucocephala

## Falconiformes

### Pandionidae
- Pandion haliaetus

### Accipitridae
- Pernis apivorus
- Milvus milvus
- Milvus migrans
- Haliaeetus albicilla
- Gypaetus barbatus
- Neophron percnopterus
- Gyps fulvus
- Aegypius monachus
- Circaetus gallicus
- Circus aeruginosus
- Circus cyaneus
- Circus macrourus
- Circus pygargus
- Accipiter brevipes
- Accipiter nisus
- Accipiter gentilis
- Buteo buteo
- Buteo rufinus
- Buteo lagopus
- Aquila pomarina
- Aquila clanga
- Aquila nipalensis
- Aquila heliaca
- Aquila chrysaetos
- Aquila fasciatus
- Aquila pennatus

### Falconidae
- Falco naumanni
- Falco tinnunculus
- Falco vespertinus
- Falco eleonorae
- Falco columbarius
- Falco subbuteo
- Falco biarmicus
- Falco cherrug
- Falco peregrinus

## Galliformes

### Tetraonidae
- Tetrao urogallus
- Tetrao tetrix
- Bonasa bonasia

### Phasianidae
- Alectoris graeca
- Perdix perdix
- Coturnix coturnix
- Phasianus colchicus

## Gruiformes

### Gruidae
- Grus grus

### Rallidae
- Rallus aquaticus
- Crex crex
- Porzana parva
- Porzana pusilla
- Porzana porzana
- Porphyrio porphyrio
- Gallinula chloropus
- Fulica atra

### Otididae
- Otis tarda
- Tetrax tetrax

## Charadriiformes

### Haematopodidae
- Haematopus ostralegus

### Recurvirostridae
- Himantopus himantopus
- Recurvirostra avosetta

### Burhinidae
- Burhinus oedicnemus

### Glareolidae
- Cursorius cursor
- Glareola pratincola
- Glareola nordmanni

### Charadriidae
- Vanellus vanellus
- Vanellus spinosus
- Pluvialis apricaria
- Pluvialis squatarola
- Charadrius hiaticula
- Charadrius dubius
- Charadrius alexandrinus
- Charadrius morinellus

### Scolopacidae
- Scolopax rusticola
- Lymnocryptes minimus
- Gallinago media
- Gallinago gallinago
- Limosa limosa
- Limosa lapponica
- Numenius phaeopus
- Numenius tenuirostris
- Numenius arquata
- Tringa erythropus
- Tringa totanus
- Tringa stagnatilis
- Tringa nebularia
- Tringa ochropus
- Tringa glareola
- Actitis hypoleucos
- Arenaria interpres
- Calidris canutus
- Calidris alba
- Calidris minuta
- Calidris temminckii
- Calidris ferruginea
- Calidris alpina
- Calidris maritima
- Limicola falcinellus
- Philomachus pugnax
- Phalaropus lobatus
- Phalaropus fulicarius

### Stercorariidae
- Stercorarius skua
- Stercorarius pomarinus
- Stercorarius parasiticus
- Stercorarius longicaudus

### Laridae
- Larus canus
- Larus marinus
- Larus argentatus
- Larus fuscus
- Larus cachinnans
- Larus ridibundus
- Larus melanocephalus
- Larus minutus
- Rissa tridactyla

### Sternidae
- Sterna nilotica
- Sterna caspia
- Sterna sandvicensis
- Sterna hirundo
- Sterna paradisaea
- Sterna albifrons
- Chlidonias hybridus
- Chlidonias leucopterus
- Chlidonias niger

### Alcidae
- Alca torda
- Cepphus grylle
- Fratercula arctica

## Pterocliformes

### Pteroclidae
- Syrrhaptes paradoxus

## Columbiformes

### Columbidae
- Columba livia
- Columba oenas
- Columba palumbus
- Streptopelia turtur
- Streptopelia decaocto

## Cuculiformes

### Cuculidae
- Clamator glandarius
- Cuculus canorus

## Strigiformes

### Tytonidae
- Tyto alba

### Strigidae
- Otus scops
- Bubo bubo
- Bubo scandiacus
- Strix aluco
- Strix uralensis
- Glaucidium passerinum
- Athene noctua
- Aegolius funereus
- Asio otus
- Asio flammeus

## Caprimulgiformes

### Caprimulgidae
- Caprimulgus ruficollis
- Caprimulgus europaeus

## Apodiformes

### Apodidae
- Tachymarptis melba
- Apus apus
- Apus pallidus

## Coraciiformes

### Alcedinidae
- Alcedo atthis

### Meropidae
- Merops persicus
- Merops apiaster

### Coraciidae
- Coracias garrulus

### Upupidae
- Upupa epops

## Piciformes

### Picidae
- Jynx torquilla
- Dendrocopos minor
- Dendrocopos medius
- Dendrocopos leucotos
- Dendrocopos major
- Dendrocopos syriacus
- Picoides tridactylus
- Dryocopus martius
- Picus viridis
- Picus canus

## Passeriformes

### Alaudidae
- Melanocorypha calandra
- Calandrella brachydactyla
- Galerida cristata
- Lullula arborea
- Alauda arvensis
- Eremophila alpestris

### Hirundinidae
- Riparia riparia
- Ptyonoprogne rupestris
- Hirundo rustica
- Cecropis daurica
- Delichon urbica

### Motacillidae
- Motacilla alba
- Motacilla flava
- Motacilla cinerea
- Anthus campestris
- Anthus trivialis
- Anthus pratensis
- Anthus cervinus
- Anthus petrosus
- Anthus spinoletta

### Regulidae
- Regulus regulus
- Regulus ignicapillus

### Bombycillidae
- Bombycilla garrulus

### Cinclidae
- Cinclus cinclus

### Troglodytidae
- Troglodytes troglodytes

### Prunellidae
- Prunella collaris
- Prunella modularis

### Turdidae
- Monticola saxatilis
- Monticola solitarius
- Turdus torquatus
- Turdus merula
- Turdus naumanni
- Turdus pilaris
- Turdus iliacus
- Turdus philomelos
- Turdus viscivorus

### Cisticolidae
- Cisticola juncidis

### Sylviidae
- Cettia cetti
- Locustella naevia
- Locustella fluviatilis
- Locustella luscinioides
- Acrocephalus melanopogon
- Acrocephalus paludicola
- Acrocephalus schoenobaenus
- Acrocephalus scirpaceus
- Acrocephalus palustris
- Acrocephalus arundinaceus
- Hippolais pallida
- Hippolais olivetorum
- Hippolais polyglotta
- Hippolais icterina
- Phylloscopus trochilus
- Phylloscopus collybita
- Phylloscopus bonelli
- Phylloscopus orientalis
- Phylloscopus sibilatrix
- Sylvia atricapilla
- Sylvia borin
- Sylvia communis
- Sylvia curruca
- Sylvia nisoria
- Sylvia crassirostris
- Sylvia cantillans
- Sylvia melanocephala
- Sylvia undata

### Muscicapidae
- Muscicapa striata
- Ficedula hypoleuca
- Ficedula albicollis
- Ficedula parva
- Erithacus rubecula
- Luscinia megarhynchos
- Luscinia svecica
- Cercotrichas galactotes
- Phoenicurus ochruros
- Phoenicurus phoenicurus
- Saxicola rubetra
- Saxicola rubicola
- Oenanthe oenanthe
- Oenanthe hispanica

### Panuridae
- Panurus biarmicus

### Aegithalidae
- Aegithalos caudatus

### Paridae
- Poecile lugubris
- Poecile palustris
- Poecile montana
- Periparus ater
- Lophophanes cristatus
- Parus major
- Cyanistes caeruleus

### Sittidae
- Sitta europaea
- Sitta neumayer

### Tichodromidae
- Tichodroma muraria

### Certhiidae
- Certhia familiaris
- Certhia brachydactyla

### Remizidae
- Remiz pendulinus

### Oriolidae
- Oriolus oriolus

### Laniidae
- Lanius collurio
- Lanius excubitor
- Lanius minor
- Lanius senator

### Corvidae
- Garrulus glandarius
- Pica pica
- Nucifraga caryocatactes
- Pyrrhocorax graculus
- Corvus monedula
- Corvus frugilegus
- Corvus corone
- Corvus corax
- Corvus cornix

### Sturnidae
- Pastor roseus
- Sturnus vulgaris

### Emberizidae
- Emberiza citrinella
- Emberiza leucocephalos
- Emberiza cirlus
- Emberiza cia
- Emberiza hortulana
- Emberiza caesia
- Emberiza rustica
- Emberiza melanocephala
- Emberiza schoeniclus
- Emberiza calandra
- Calcarius lapponicus
- Plectrophenax nivalis

### Fringillidae
- Fringilla coelebs
- Fringilla montifringilla
- Carpodacus erythrinus
- Loxia pytyopsittacus
- Loxia curvirostra
- Carduelis chloris
- Carduelis flammea
- Carduelis spinus
- Carduelis carduelis
- Carduelis flavirostris
- Carduelis cannabina
- Serinus serinus
- Pyrrhula pyrrhula
- Coccothraustes coccothraustes

### Passeridae
- Passer domesticus
- Passer hispaniolensis
- Passer montanus
- Montifringilla nivalis[1]